# Andrea Bruciati
Andrea Bruciati (Corinaldo, 16 gennaio 1968) è uno storico dell'arte italiano.

## Biografia
Bruciati si è laureato in Conservazione dei Beni Culturali presso l'Università degli studi di Udine con una tesi su Lucio Fontana e Piero Manzoni, da cui sviluppa un'indagine legata al monocromo e al fattore bianco.
Successivamente ha approfondito i lavori di Arturo Martini, Filippo de Pisis ed Emilio Vedova durante la Seconda guerra mondiale e la produzione video in Italia durante il XXI secolo.
Dal 2009 al 2012 è stato inoltre ideatore del format On Stage all'interno della rassegna scaligera ArtVerona di cui diviene direttore artistico dal gennaio 2013 e fino al 2016.
È stato inoltre direttore artistico della BJCEM 2015 (Biennale di Giovani Creativi dell'Europa e del Mediterraneo), che si è tenuta a Milano quale evento conclusivo di Expo 2015 presso la Fabbrica del Vapore.
Dal marzo 2017 è alla guida di cinque siti facenti parte dell'Istituto Autonomo Villa Adriana e Villa d'Este di Tivoli, da lui denominato dall'ottobre 2018 Villae, ente che comprende la gestione di due monumenti patrimonio UNESCO.
In qualità di direttore, oltre ai convegni sulle figure di Leonardo, Adriano, Nerone e la natura antiquaria del giardino storico, ha ideato il Villae Film Festival.

## Principali progetti
Fra i format culturali:
- allonsenfants[1];
- ARTES;
- as Performance[2];
- atupertu[3];
- focus XX;
- frammenti di un discorso amoroso[4];
- Fruz[5];
- King Kong, l’immagine sottile[6];
- Lab.it;
- Level 0[7][8];
- Meravigliosamente[9];
- Moroso Concept[10];
- Open Source;
- Past Forward;
- Prima Visione;
- studio visit.it[11];
- Painting Practices[12];
- Raw Zone[13];
- videoREPORT ITALIA[14].